# Theranos
Theranos foi uma empresa americana de serviços de saúde-tecnologia e médico-laboratorial privada sediada em Palo Alto, Califórnia. A empresa esteve sob investigação criminal pelo Departamento de Justiça dos Estados Unidos e a Comissão de valores Mobiliários dos Estados Unidos.
Theranos desenvolveu um dispositivo denominado Edison, que supostamente precisaria apenas de algumas gotas de sangue - obtidas mediante uma simples picada no dedo, em vez de vários frascos de sangue coletado por meio de punção venosa  - para realizar centenas de testes, utilizando tecnologia de microfluidos. A Theranos sempre manteve sua tecnologia em segredo, mesmo depois de apresentar problemas de confiabilidade tão sérios que levaram o Wallgreens e a Safeway a cancelarem as parcerias com a empresa.
Em 2012, a companhia processou Richard Fuisz por revelar segredos da empresa, e por ter levantado suspeições de fraude, e em 2013 Ian Gibbons, um dos principais cientistas, acabou por se suicidar após sofrer pressões para não testemunhar a favor de Richard Fuisz, até que em 2014, Tyler Schultz, neto de um dos directores da empresa, colaborou com o jornalista John Carreyrou do Wall Street Journal, e denunciou toda a fraude.
No verão de 2014, seus fundadores levantaram mais de US $ 400 milhões com investidores, avaliando a empresa em US$ 9 bilhões. Em junho de 2016, Forbes revisou sua estimativa do patrimônio líquido da empresa em US$ 800 milhões.

## História
A empresa fundada em 2003 por Elizabeth Holmes, utilizado como o produto principal uma plataforma para os  exame de sangue  que utiliza algumas gotas de sangue obtido através de um pequeno furo, em vez de a técnica tradicional de utilização de uma seringa e uma agulha . Durante a sua criação, a empresa destacou-se por ser altamente sigilosa sobre seus planos futuros, como parte de sua estratégia de negócios.
Do Conselho de administração participava, além de Elizabeth Holmes e Sunny Balwani, várias personalidades muito destacadas dentro dos Estados Unidos:
- Samuel Nunn
- William H. Frist
- George P. Shultz
- James N. Mattis
- William H. Foege
- Gary Roughead
- Richard Kovacevich
- Riley P. Bechtel
- William J. Perry
- Henry A. Kissinger

Embora Elizabeth Holmes tivesse tentado manter um perfil discreto por vários anos - a exemplo de outros diretores executivos de companhias do Vale do Silício - com o tempo e o sucesso de mídia obtido, ela acabou por se tornar um personagem mítico, como Mark Zuckerberg e Steve Jobs, com quem foi comparada diversas vezes.

## Controvérsias
Em 16 de outubro de 2015, criou-se uma grande controvérsia em torno processo de testagem de sangue por meio do dispositivo Edison, comercializado pela empresa. Uma reportagem do Wall Street Journal levantou suspeitas sobre a precisão do dispositivo, e uma revisão independente do governo EUA, realizada pelos Centros de Serviços Medicare e Medicaid, relatou inconsistência dos resultados dos testes, além de múltiplas falhas no manuseio das amostras, conforme foi constatado durante uma inspeção.

## Condenações
A Justiça dos Estados Unidos condenou o ex-executivo Ramesh Balwani, da empresa Theranos, por ter sido cúmplice da ex-diretora-executiva Elizabeth Holmes em uma fraude que envolvia a empresa. Balwani é conhecido pelo apelido Sunny. Ele e Holmes tiveram um relacionamento amoroso, além de serem colegas de trabalho. Os dois podem pegar até 20 anos de prisão.
Sunny foi considerado culpado de 12 acusações por ter enganado tanto os investidores que colocaram dinheiro na Theranos como os pacientes que confiaram nos exames inseguros da empresa. 
Holmes já foi condenada no começo de 2022. Durante o julgamento, ela afirmou que Sunny era um homem abusivo sexualmente e emocionalmente quando os dois tinham uma relação. O advogado dele negou.
Holmes enfrentou as mesmas acusações e foi condenada por três acusações de fraude e uma acusação de conspiração em um julgamento separado, em janeiro.
Balwani e Holmes foram acusados em 2018 de mentir aos investidores sobre as finanças da empresa e a capacidade de suas máquinas de executar testes com poucas gotas de sangue (os promotores acusaram a dupla de enganar os pacientes sobre a precisão dos testes).
Os investidores da Theranos foram atraídos por Holmes, que ficou famosa por prometer que iria revolucionar o mercado de testes de laboratório criando máquinas portáteis que poderiam executar uma ampla gama de testes. Ela se apresentava usando uma malha de gola preta alta, emulando o fundador da Apple, Steve Jobs.
A empresa divulgou o trabalho com fabricantes de medicamentos, farmácias e militares dos EUA e recebeu investimentos do conhecido empresário de mídia Rupert Murdoch. A Theranos entrou em colapso depois que o “Wall Street Journal” publicou uma série de artigos, começando em 2015, revelando que seus dispositivos eram falhos e imprecisos.
No julgamento, Holmes tomou a decisão um tanto incomum de testemunhar em sua própria defesa e negou ter mentido aos investidores. Foi condenada a 11 anos de prisão por fraude.

## Filmografia
- The Inventor: Out for Blood in Silicon Valley (2019),  documentário de Alex Gibney.
- The Dropout, minissérie do Hulu/Star
- «The Dropout» (em inglês) na ABC Audio